# Julián de madrugada
Julián de madrugada fue una telenovela argentina emitida en 1982 por ATC. La historia se basó en la telenovela brasileña Nino, o Italianinho, escrita por Geraldo Vietri y Walther Negrão, y adaptada por Élida Gay Palmer.
Fue protagonizada por Víctor Hugo Vieyra y Marta González, contó con las actuaciones de Marta Albertini, Thelma Stefani, Luis Tasca, Guillermo Rico, Tony Vilas, Mario Pasik, Gloria Antier, Silvia Kutika, Boris Rubaja, Angélica López Gamio, Flora Steinberg, Jorge de la Riestra y Esteban Massari, además de la actuación estelar de Mabel Pesen, y la participación especial del cantante Silvestre.

## Argumento
Julián es un feriante que vive en un barrio humilde, junto a su tío. Un día, mientras trabajaba en su puesto de feria, conoce a Mariana, su vecina, de quien se enamora. Sin embargo, ella solo piensa en conquistar al dueño de la joyería donde trabaja. 
Mariana logra su objetivo y se casa con su patrón. Mientras que Julián, para atenuar sus penas, decide entablar una relación con Liliana, una joven hermosa y sencilla. 
Mientras pasa el tiempo, Mariana se siente infeliz en su matrimonio, y admite que su único -y verdadero- amor es Julián. Arrepentida, vuelve a buscarlo, pero descubre que ya no es correspondida. 
Liliana está dispuesta a sacrificar su felicidad, y renunciar al amor de Julián para que él sea feliz con Mariana. Pero él le declara fidelidad a Liliana, a quien ahora considera el amor de su vida. Finalmente, se produce el tan esperado casamiento, y Julián y Liliana viven su felicidad. 

## Cortina musical
El tema de apertura de "Julián de madrugada" es interpretado por Julia Zenko.

## Versiones
- Nino, o Italianinho: Telenovela brasileña realizada por Rede Tupi en 1969, protagonizada por Juca de Oliveira y Aracy Balabanian.
- Nino, las cosas simples de la vida: Telenovela peruano-argentina, realizada por Panamericana Televisión y Canal 13 en 1971, protagonizada por Enzo Viena y Gloria María Ureta.
- Nino: Telenovela peruana realizada por Panamericana Televisión en 1996, protagonizada por Christian Thorsen y Mónica Sanchéz.